# Telenovela (canal de televisão)
Telenovela (hangul: 텔레노벨라; rr: tellenobella) é um canal de televisão por assinatura sul-coreano fundando em janeiro de 2009 pelo grupo EPG, a programação do canal consiste em produções brasileiras da Rede Globo, tais como novelas, séries, mini-séries, documentários e especiais, entre outros. Todos eles são legendados em coreano, com dublagem em língua espanhola. O canal possui mais de 2 milhões de assinantes deste 2010.
A primeira telenovela transmitida pelo canal em sua estreia foi Paraíso Tropical.